# Poikilogyne
Poikilogyne es un género  de plantas fanerógamas pertenecientes a la familia Melastomataceae. Comprende dos especies descritas.

## Taxonomía
El género fue descrito porBaker f. in Gibbs y publicado en  Phytogr. Arfak Mount. 157. 1917.

## Especies aceptadas
A continuación se brinda un listado de las especies del género Poikilogyne  aceptadas hasta mayo de 2014, ordenadas alfabéticamente. Para cada una se indica el nombre binomial seguido del autor, abreviado según las convenciones y usos:
- Poikilogyne cornuta Cellinese & J.F. Maxwell
- Poikilogyne lakekamuensis Cellinese